# Carlos Bocanegra
Carlos Bocanegra (Upland, 25 de Maio de 1979) é um ex-futebolista estadunidense que atuava como zagueiro e  lateral esquerdo. Seu ultimo clube foi o Chivas USA .

## Carreira
Começou a carreira disputando torneios universitários antes de ingressar no Chicago Fire, em 2000. Logo em sua primeira temporada, o defensor, descendente de mexicanos, venceu a Open Cup, sendo um dos destaques da equipe.
Rapidamente, Bocanegra se tornou um dos zagueiros mais respeitados do país. Foi convocado para servir a seleção dos Estados Unidos pela primeira vez em dezembro de 2001, para uma partida contra a Coreia do Sul.
Zagueiro nato, às vezes era aproveitado como lateral-esquerdo no time Fulham. Bocanegra foi convocado em quase todos os jogos dos Estados Unidos das eliminatórias para a Copa da Alemanha, além dos últimos amistosos da equipe.
Na preparação para a copa, o jogador ficou na expectativa para saber se seria titular no time do treinador Bruce Arena. Entretanto, o jogador foi deixado de lado na derrota para a República Tcheca por 3 a 0.
Nas outras duas partidas, Bocanegra conseguiu impressionar Arena e ganhou a vaga de titular absoluto na equipe. O zagueiro foi muito bem nos desarmes, mas deixou a desejar pela falta de uma atitude mais ofensiva nos lançamentos.
Foi convocado para as Copas do Mundo de 2006 e 2010, sendo titular nas duas.
Em 2010 foi o capitão e um dos líderes do time, ajudando a levar a Seleção Norte-Americana até as oitavas-de-final do torneio, sendo eliminada por Gana pelo placar de 2x1 na prorrogação.
Foi contratado pelo Saint-Étienne em Julho de 2010. Passou também pelo Rangers, Racing Santander no período de três anos. Voltou para o futebol americano para encerrar a carreira no Chivas USA.